# Гагаринский район (Москва, 1968—1991)
Гагаринский район — бывший район 
в Москве.

## Описание
Здание райисполкома и РК КПСС находилось по адресу: улица Лобачевского, дом 66а. Район получил своё имя от Ю. А. Гагарина. Территория находится в пределах от реки Сетунь до МКАД. Омывается речками Раменки и Очаковка. Во владении находился аэропорт «Внуково» и посёлки: Мещёрский, Западный и Востряково.
Общая площадь 4764 гектар. Площадь лесного массива 1535 гектар, в котором находится лесопарк около Тропарёва. Площадь воды 67 гектар: пруды в усадьбе Троекурово, река Очаковка. Количество людей на 1978 год насчитывает 259 тысяч.
Главные дороги: проспект Вернадского, Мичуринский проспект, Мосфильмовская улица.

## История
До 1960 году превалирующая часть района принадлежала к структуре Московской области. Гагаринский район создан в 1968 году.
История района тесно связана с историей революции. С 1900 года по 1917 год в районе были митинги рабочих. В 1917 году отсюда обстреливали Кремль.
В 1978 году площадь жилфонда 3972,4 тысяч метров квадратных, в местности находилось 14 рабочих производств: Домостроительные комбинаты № 2 и 3, завод железобетонных конструкции, Кинокопировальная фабрика, Экспериментальный завод душистых веществ, Очаковский завод безалкогольных напитков; 10 научно-исследовательских институтов, проектных организаций и КБ: Институт Главмосстроя при Мосгорисполкоме, филиал института виноградарства и виноделия «Магарач», НИИ проблем механики АН СССР; киностудия «Мосфильм», гостиница «Дружба», 35 школ, 77 дошкольных образовательных учреждений, 4 кинотеатра, 58 библиотек, 6 ДК, 2 больницы, 19 поликлиник, 84 продуктовых и 54 промышленных магазина, 191 точка общепита.
В 1991 году упразднён.